# Tutte le mattine
Tutte le mattine è stato un programma televisivo italiano d'informazione e d'attualità andato in onda su Canale 5 dal 19 aprile 2004 al 9 giugno 2006 sotto la conduzione di Maurizio Costanzo.

## Edizioni

### Prima edizione
La prima edizione andò in onda, sotto la conduzione di Maurizio Costanzo (il quale, nella medesima stagione televisiva, conduceva anche lo storico format domenicale Buona Domenica), dal 19 aprile al 25 giugno 2004, per tutti i giorni lavorativi (ovvero dal lunedì al venerdì) nell'orario compreso tra le 9.00 e le 11.15, in diretta dal Teatro Parioli in Roma.

### Seconda edizione
La seconda edizione andò in onda, sotto la conduzione di Maurizio Costanzo (il quale, nella medesima stagione televisiva, conduceva anche lo storico format domenicale Buona Domenica), dal 20 settembre 2004 al 17 giugno 2005, per tutti i giorni lavorativi (ovvero dal lunedì al venerdì) nell'orario compreso tra le 9.00 e le 11.15, in diretta dal Teatro Parioli in Roma.

### Terza edizione
La terza edizione andò in onda, sotto la conduzione di Maurizio Costanzo (il quale, nella medesima stagione televisiva, conduceva anche lo storico format domenicale Buona Domenica), dal 19 settembre 2005 al 9 giugno 2006, per tutti i giorni lavorativi (ovvero dal lunedì al venerdì) nell'orario compreso tra le 9.00 e le 11.15, in diretta dal Teatro Parioli in Roma.

## La trasmissione
In entrambe le edizioni il programma vedeva la collaborazione della giornalista Luisella Costamagna, di Marica Morelli, dello psicologo Raffaele Morelli, di Umberto Broccoli e dell'orchestra diretta da Demo Morselli.
Sono stati spesso ospiti della trasmissione Claudio Lippi, Orietta Berti, Gianni Fantoni, Alessandra Pierelli, Costantino Vitagliano, Enzo Iacchetti , Serena Bonanno, Edoardo Costa, Ascanio Pacelli. Gli inviati in esterna del programma erano le showgirl Floriana Secondi e Katia Pedrotti.
La trasmissione ha cercato di interessarsi agli stessi temi del Maurizio Costanzo Show (lo storico programma serale condotto, appunto, da Maurizio Costanzo), cercando di sostituirlo nella fascia mattutina e creando un dibattito in studio con la presenza di vari ospiti, in particolare dopo la fine della programmazione dello storico talk show serale.

### Versione pomeridiana
Dal 18 settembre 2006 la trasmissione è slittata alla fascia pomeridiana, con il pubblico in sala, con il nuovo nome di Buon pomeriggio.

### Programmi ispirati
Dal gennaio 2008, la fascia del mattino di Canale 5 si è definitivamente assestata con l'introduzione di un nuovo programma di informazione, Mattino Cinque, il quale nel settembre 2008 si è sdoppiato in Mattino Cinque e Pomeriggio Cinque, entrambi prodotti da Videonews.